# Symplectoscyphus huanghaiensis
Symplectoscyphus huanghaiensis is een hydroïdpoliep uit de familie Sertulariidae. De poliep komt uit het geslacht Symplectoscyphus. Symplectoscyphus huanghaiensis werd in 1986 voor het eerst wetenschappelijk beschreven door Tang & Huang. 